# 東大道町
東大道町（ひがしだいどうちょう）は、愛知県尾張旭市の町名である。

## 地理
尾張旭市の中央部に位置し、東は北原山町平池浦・北原山町六田池、西は西大道町前田・向町、南は西の野町・北山町北山・北山町北新田、北は新居町明才切・新居町上の田に接する。
名鉄瀬戸線尾張旭駅が町内に設置されており、尾張旭市の玄関口になっている。また、尾張旭市役所も当町に所在する。

### 小字
- 曽我廻間（そがさま）
- 原田（はらた）
- 山の内（やまのうち）

### 河川
- 天神川

### 湖沼
- 平池

## 世帯数と人口
2023年（令和5年）7月31日現在の世帯数と人口は以下の通りである。
| 町丁             | 世帯数  | 人口    |
| ---------------- | ------- | ------- |
| 東大道町曽我廻間 | 163世帯 | 358人   |
| 東大道町原田     | 486世帯 | 1,055人 |
| 東大道町山の内   | 104世帯 | 208人   |
| 計               | 453世帯 | 1,621人 |

## 学区
市立小・中学校に通う場合、学区は以下の通りとなる。
| 町丁             | 番・番地等 | 小学校               | 中学校                                |
| ---------------- | --- | -------------------- | ------------------------------------- |
| 東大道町原田     | 1〜63番地、84〜103番地、105番地 111〜120番地、2470〜2557番地 2558番地1〜3・5・7・9〜15 2559〜2560番地、2561番地2〜3 2564番地2〜3、2567番地4〜17 2568番地4、2570〜2634番地 3340〜3504番地 | 尾張旭市立旭小学校   | 尾張旭市立旭中学校                    |
| 東大道町原田     | その他 | 尾張旭市立旭丘小学校 | 尾張旭市立旭中学校                    |
| 東大道町山の内   | 全域 | 尾張旭市立旭小学校   | 尾張旭市立旭中学校                    |
| 東大道町曽我廻間 | | 尾張旭市立旭小学校   | 尾張旭市立旭中学校 尾張旭市立東中学校 |

## 歴史

### 町名の由来
旧新居村の東大道集落の名による。

### 沿革
- 1970年（昭和45年）12月1日 - 市制施行と同時に、大字新居の一部より東大道町が成立[7]。
- 1982年（昭和57年） - 北山町・西の野町との間で境界を変更[7]。

## 施設
東大道町曽我廻間
- 尾張旭市消防本部
- NTT西日本尾張旭電話交換所

東大道町原田
- 尾張旭市役所（本庁舎・北庁舎）
- 尾張旭市総合体育館
- 尾張旭市商工会議所
- 守山警察署尾張旭幹部交番
- 平池集会所
- JAあいち尾東尾張旭支店・尾張旭グリーンセンター
- フィールアスカ店
- 東春信用金庫旭支店

東大道町山の内
- 尾張旭市文化会館
- 尾張旭市立図書館
- 尾張旭市中央公民館
- 三菱UFJ銀行尾張旭支店

## 交通

### 鉄道
- 名鉄瀬戸線 尾張旭駅

### 道路
- 愛知県道61号名古屋瀬戸線（瀬戸街道）
- 中央通り

## その他

### 日本郵便
集配担当する郵便局と郵便番号は以下の通りである。
| 町丁             | 郵便番号 | 郵便局       |
| ---------------- | -------- | ------------ |
| 東大道町原田     | 488-0801 | 尾張旭郵便局 |
| 東大道町曽我廻間 | 488-0802 | 尾張旭郵便局 |
| 東大道町山の内   | 488-0803 | 尾張旭郵便局 |